# Alan J. Pakula
Alan Jay Pakula (7. april 1928 i Bronx, New York, USA – 19. november 1998 på Long Island, New York, USA) var en amerikansk filminstruktør.
Han arbejdede i ti år som producent før instruktørdebuten i 1969. Kriminalthrilleren Klute (1971) med Jane Fonda og Donald Sutherland blev en stor biografsucces, og Pakula opfulgte med en ny thriller, The Parallax View (Sidste vidne, 1974), denne gang med storpolitiske perspektiver. I All the President's Men (Alle præsidentens mænd, 1976) skildrede han oprulningen af Watergate-skandalen, med udgangspunkt i journalisterne Bob Woodward og Carl Bernsteins egen bog. Blandt Pakulas senere film bør nævnes Sophie's Choice (Sophies valg, 1982), efter William Styrons roman, og kriminalthrilleren Presumed Innocent (Måske uskyldig, 1990) med Harrison Ford. 
Pakula omkom i en bilulykke på Long Island, 70 år gammel.